# Košer
Košer hrana jest ona hrana koja je u skladu s propisima židovskog zakona tj. Torom. Hebrejska riječ košer znači 'prikladno', a zakoni o kašrutu ('prikladnost') definiraju namirnice koje su prikladna hrana židovima.
Svaki židov koji se drži Tore mora gledati životinje kako na njih gleda Bog u Knjizi postanka 1:21-24. Popis neke košer hrane nalazi se u knjizi Levitskog zakonika 11:1-47. Ondje stoje i određena košer pravila. Osim židova, košer se odnosi i na one vjerske skupine koje su im srodne poput Samaritanaca i Karaita.

## Pravila
Košer hrana dijeli se na meso, mliječno i parve (sve što dolazi od životinja, osim mlijeka, i sve biljno).
Meso je košer ako zadovoljava sljedeća pravila:
- ako životinje imaju papke i preživaju hranu jesu košer (tako, primjerice, krave, ovce, koze i jeleni jesu košer, ali medvjedi, psi, svinje, deve i konji nisu)
- ako su ptice, uz iznimku njih 21 (uglavnom grabežljivaca i lešinara), primjeri su košer ptica kokoši, patke, guske, purani i golubi.
- ako su morska stvorenja, moraju imati peraje i ljuske da bi bila košer (losos, tuna, štuka i haringa jesu košer, ali som, sabljarka, rakovi, školjke i morski sisavci nisu)
- nijedan gmaz, vodozmac, crv ili insekt (osim četiri vrste skakavaca) nije košer[1][2]

Proizvodi što dolaze od životinja jesu košer ako su i životinje košer (med jest košer jer se ne smatra da je životinjskog podrijetla, ali pčele nisu). Voće i povrće te žitarice uglavnom su košer ako nemaju kukaca, ipak, vino ili grožđani sok moraju biti ovjereno košer.
Razlozi zašto neka hrana nije košer uključuju prisutnost: sastojaka dobivenih od nekošer životinja ili od košer životinja koje nisu zaklane na ritualno odgovarajući način (šehita, životinje se ubijaju tako da im se maksimalno olakšala patnja, sva obrada vrši se na zemlji i ručno, krv se mora potpuno iscijediti, a sve se obavlja pod nadzorom ovlaštena rabina), mješavine mesa i mlijeka, vina ili soka od grožđa (ili njihovih derivata) proizvodena bez nadzora. Zabranjeno je jesti krv, helev (loj) i gid hanaše koji se nalazi u stražnjem dijelu natkoljenice životinje (nervus ischiadicus). Osim toga, hrana nije košer ako proizvod iz Izraela nije certificiran ili se rabi posuđe i strojevi koji nisu košer.

## Razlozi održavanja
Židovi se primarno drže košera jer im je tako zapovjedio Bog kao stvoritelj njihovih tijela i duša. Prema tome, košer će imati prednosti za obje strane.
Osim toga, učenjaci ističu da košer koristi zdravlju, tretira životinje humano, objedinjuje raspršen narod i štiti od asimilacije. Na košer se može gledati i kao na duhovnu prehranu: neke namirnice pomažu, a neke štete tijelu, pa tako neke hrane dušu, a neke joj škode.

## Rasprostranjenost
Glavno je košer tržište SAD gdje se od 7 – 8 milijuna Židova samo 20 % njih strogo pridržava košer propisa. Čak 80 % košer proizvoda namijenjeno je nežidovima koji najčešće rabe ove namirnice zbog vjere u bolju kvalitetu podrijetla i obrade.

## Vanjske poveznice
- Osnove košera  Arhivirana inačica izvorne stranice od 21. rujna 2010. (Wayback Machine)